# The Ring (rivista)
The Ring (spesso indicato come Ring Magazine) è una rivista statunitense specializzata nel pugilato.

## Storia

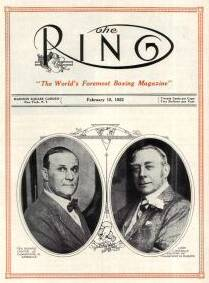
Copertina del primo numero di The Ring, del 1922

La prima pubblicazione risale al 1922. Allora si trattava di una rivista specializzata in boxe e catch, ma, quando quest'ultimo venne messo in discussione come reale sport di combattimento, The Ring si specializzò poco alla volta nel trattare unicamente di pugilato. Nomina secondo i propri criteri il Ring Magazine fight of the year, il migliore incontro dell'anno.  The Ring è pubblicata dalla London Publications.
Tra i pugili usciti nella copertina della rivista ci sono Andrew Golota, Salvador Sánchez, Jack Dempsey, Max Schmeling, Joe Louis, Sugar Ray Robinson, Jake LaMotta, Rocky Marciano, Willie Pep, Muhammad Ali, Alexis Argüello, Wilfred Benítez, Wilfredo Gómez, Roberto Durán, Larry Holmes, Marvin Hagler, Sugar Ray Leonard, Bud Taylor, Mike Tyson, Evander Holyfield, Joe Frazier, Floyd Mayweather Jr., Thomas Hearns, Roy Jones Jr., Bernard Hopkins, Julio César Chávez, Félix Trinidad, Manny Pacquiao, Óscar de la Hoya, Mauro Mina e Ricardo Mayorga. L'ultimo entrato è Volodymyr Klyčko.